# بلدرچین
بلدرچین (به انگلیسی: Quail) (به پارسی: وردیج) (به تاجیکی: بیدانه) (به فارسی افغانستان: بودنه) به گروه بزرگی شامل چندین سرده از پرندگان کوچک از راسته ماکیان‌سانان گفته می‌شود. این پرندگان شناخته‌شده‌ترین گونه‌های راستهٔ ماکیان‌سانان هستند. آن‌ها به دو بخش بلدرچین‌های جهان جدید (تیرهٔ Odontophoridae) و بلدرچین‌های بر قدیم (تیرهٔ Phasianidae) تقسیم می‌شوند.
بلدرچین‌ها جثهٔ کوچک دارند و زندگی بر روی زمین را ترجیح می‌دهند. از دانه‌ها و نیز حشرات و دیگر جنبندگان، کوچک تغذیه می‌کنند. بر روی زمین لانه می‌سازند و توانایی پروازهای کوتاه و سریع را دارند. بلدرچین حدود ۲ تا ۷ سال عمر می‌کند.
برخی گونه‌ها همچون بلدرچین ژاپنی و بلدرچین معمولی پرندگانی مهاجرند و توانایی پرواز در مسافت‌های طولانی را دارند. در برخی کشورها برخی گونه‌های بلدرچین در تعداد زیاد پرورش داده می‌شوند تا از تخم و گوشت آن‌ها استفاده شود یا حتی در شکارگاه‌ها رها شوند. تخم آن نسبت به تخم مرغ پروتئین بیشتری دارد و گوشت آن بسیار مفید است. این پرنده در سکونتگاه‌های خود هم توسط انسان‌ها به‌طور گسترده‌ای شکار می‌شود تا از گوشت و پرهایش استفاده شود. امروزه یکی از زیباترین گروه‌های بلدرچین، تاکسیدو (Tuxedo) نام دارد.

## نام
پراکندگی گسترده و فراوانی نِسبی این پرنده در خاورمیانه با نام‌های مختلف برای آن در میان فارسی‌زبانان همراه بوده است. به‌جز «بلدرچین» که واژه‌ای در اصل ترکی و نام وارداتی این پرنده است. واژهٔ «کَرَک» در متون فارسی میانه و نیز در گویش هراتی و گویش‌های زبان کردی، و در زبان لری واژهٔ «بدبده»، در فارسی کلاسیک واژهٔ «وَرْتِج/وَرْتیج/وَرْدیج» و در مازندران و برخی مناطق گیلان و سمنان «وَرده» از نام‌های دیگر این پرنده است. در زبان گیلکی نیز آن را «وُشُم/وُشوم» می‌نامند و سومین پادشاه زیاری را به جهت علاقه‌اش به شکار بلدرچین وشمگیر می‌نامند. در عربی از واژه‌های «سَمانی» و «سَلویٰ» استفاده می‌شود که به فارسی نیز راه یافته است. لامعی گرگانی شاعر سدهٔ پنجم می‌سراید:
| باران و برف بارد بَر ما کنون زِ ابر |  | چون بر بنی سرائیل از آسمانْ سَمان |

عنوان این پرنده در ویکی‌پدیای تاجیکی «بیدانه» است. به جز این مورد واژه‌هایی که تاجیک‌ها برای نامیدن این پرنده به کار می‌برند دقیقاً واژه‌هاییست که در سطرهای پیش آمد: ورتیش، وریشک، کَرَک، سَلویٰ و وُ شم.
همچنین، در ایران، پاره‌ای از باشندگان شهرستان مرودشت و پاسارگاد و به ویژه عشایر ایل باسیری (باصیری، باصری) ساکن استان فارس، این پرنده را کُوکَهرِه (Kowkahre) یا کُوکَر (Kowkar) می‌نامند. شاید دلیل این نامگذاری شباهت شماتیک پرندهٔ یاد شده با کَبک باشد. در گویش باسیری (باصری) که شاخه‌ای از گویش‌های فارسی است، عشایر، پرندهٔ «کبک» را، «کُوک»(Kowk)، تلفظ می‌کنند. به بزغاله (بچهٔ بز) نیز «کَهرِه» می‌گویند. شاید به‌کارگیری واژهٔ کهره در کنار واژهٔ کُوک، برای اشاره به ویژگی کوچکی جثهٔ بلدرچین در مقایسه با کبک باشد؛ کُوک کَهرِه=》کُوکَهرِه، یعنی کبک کوچک.
در زبان لری بویراحمدی به این پرنده بدبده «کوگ پور» می‌گویند، یعنی کبکی که حالت جمع و جور و قایم شده دارد. («پوریدن» در زبان لری به معنای جمع شدن، پنهان شدن و از دید انظار قایم شدن است)

## اسطوره‌ها

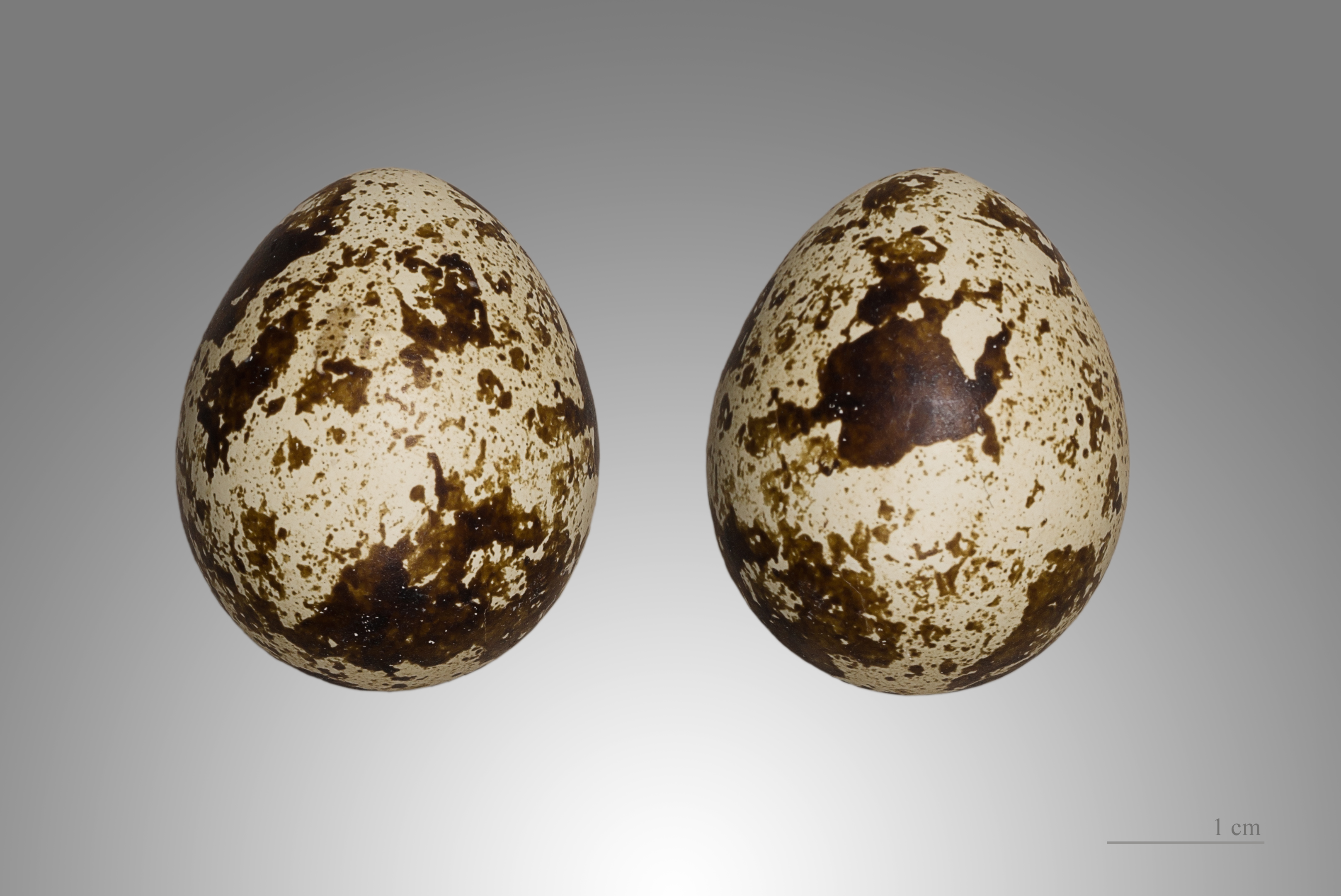
Coturnix coturnix

به روایت عهد عتیق (سِفْرِ خروج ۱۳:۱۶، سفر اَعداد ۳۱–۳۳:۱۱) بلدرچین یکی از مائده‌های آسمانی بود که یهوه برای اسرائیلیان سرگردان پس از مهاجرت از مصر فرو فرستاد. به این موضوع در قرآن (بقره: ۵۷، اَعراف: ۱۶۰ و طه: ۸۰) نیز اشاره شده است. این پدیده با توجه به مهاجرت بلدرچین‌ها از منطقه مدیترانه قابل تبیین است. این پرنده‌ها هر سال بهار در گله‌های پرشمار از مسیر صحرای سینا از آفریقا به اروپا و آسیا مهاجرت می‌کنند و در پائیز مسیر رفته را بازمی‌گردند. از آن‌جا که این پرندگان در ارتفاع بسیار کم پرواز کرده و خیلی زود خسته می‌شوند و بر زمین می‌نشینند، به راحتی شکار می‌شوند.
در برخی کتب قدیمی از جمله برهان قاطع افسانه‌ای دربارهٔ بلدرچین نقل شده که خاستگاه وی را از دریا می‌داند. مرتضی زبیدی در این مورد می‌نویسد: «سُمانی (بلدرچین) … از پرندگان مهاجر است، ولی دانسته نیست از کجا می‌آید. حتی برخی می‌گویند که از دریای شور بیرون می‌آید، و دیده می‌شود که با بالی فرورفته در آب دریا و بال دیگر مانند بادبانی گسترده بر روی آب، بر سطح دریا پرواز می‌کند…» این افسانه از آن‌جا نشأت گرفته که چون بلدرچین توانایی جسمی برای پروازهای طولانی را ندارد در فصل مهاجرت از بادهای موافق برای پروازهای کمک می‌گیرد و گله‌های بزرگ بلدرچین در پاییز از اروپا به شمال آفریقا و شرق مدیترانه کوچ می‌کنند و در بهار به اروپا بازمی‌گردند. در هنگام عبور از مدیترانه اغلب خسته شده به دریا می‌افتند و با همان روشی که زبیدی آورده: «با بالی فرورفته در آب دریا و بال دیگر مانند بادبانی گسترده بر روی آب» خود را به ساحل می‌رسانند. تا دهه ۱۳۲۰/۱۹۴۰ هر سال در دو فصل بهار و پائیز میلیون‌ها بلدرچین در سواحل مدیترانه بدین‌سان گرفته می‌شد ولی شمار آن‌ها از آن پس کاهش یافته است.
این پرنده را در عربی کلاسیک، «قَتیل الرَّعد» می‌نامند، زیرا تصور می‌کنند از شنیدن غُرّش آذرخش از ترس می‌میرد.
در فارسی نیز آن را «بَدبَده» نامیده‌اند چرا که بر پایه افسانه‌ای ایرانی این پرنده به‌ناحق دانه‌ای گندم از مال کودک کوچکی خورد، و سپس از این کارِ بد خود پشیمان شده، دائماً تکرار می‌کند که «بَد بَده» [=] کار بَدْ بد است. در واقع صدای آوازش به تکرار واژهٔ بَدبَد می‌ماند که همین صوت سرچشمهٔ پدید آمدن داستان افسانه‌وار فوق گردید.

## نماد
تصویر بلدرچین 
| w |

 در خط هیروگلیف مصری به جای حرف و به کار می‌رفته است.

## خواص درمانی در پزشکی سنتی

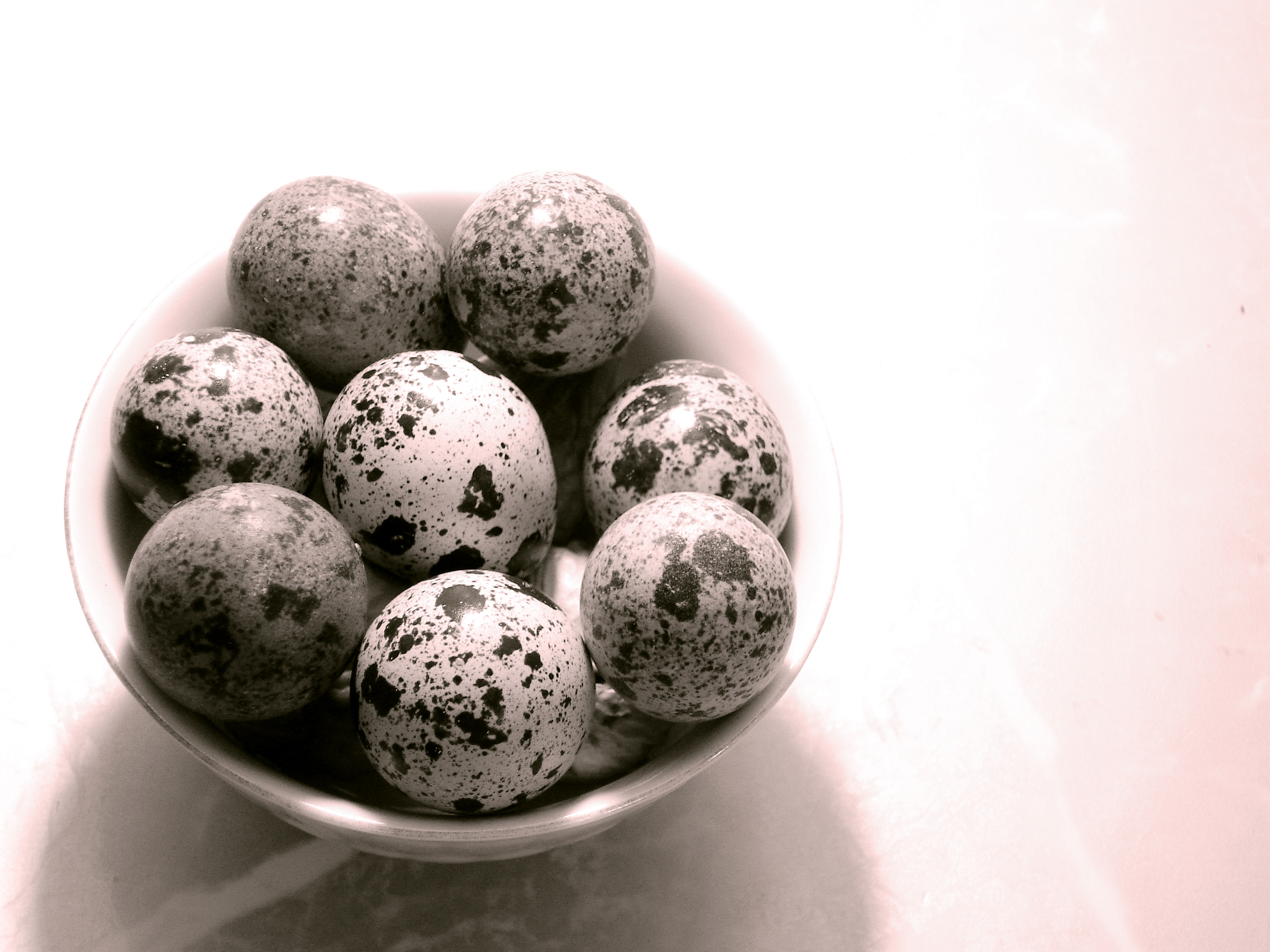
تخم بلدرچین

در پزشکی سنتی خواص گوناگونی برای بلدرچین برشمرده‌اند، از جمله این‌که بگفتهٔ شریف ادریسی «لیسیدنِ زهره بلدرچین برای درمان صرع سودمند است، و چکانیدن خون آن در گوش دردمند، گوش‌درد را درمان می‌کند، و استمرار در خوردن گوشتِ آن دلِ سخت را نرم می‌سازد، و گویند که این خاصیت فقط در قلب اوست».
عبدالملک بن زُهْر اندلسی طبیب قرن ششم هم به این اشاره می‌کند که «گوشتِ بلدرچین سنگ کُلیه و مثانه را خُرد می‌کند، و مدرّ بول است».
برخی پزشکان قدیم و بسیاری از عوام نیز تصور می‌کنند که تخم بلدرچین زبان انسان را گویا کرده و موجب می‌شود تا کودکان پیش از موعد زبان باز کنند. این باور ناشی از پرچانگی و صدای بلند بلدرچین نسبت به جثهٔ اوست که آن را حمل بر فصاحت وی کرده‌اند.
در جداول زیر ترکیب گوشت و تخم بلدرچین مشاهده می‌شود:
ترکیب گوشت بلدرچین در ۱۰۰ گرم:
| ترکیب گوشت | میانگین         |
| ---------- | --------------- |
| آب         | ۶۵–۶۲ (درصد)    |
| چربی       | ۳ (درصد)        |
| پروتئین    | ۲۶ (درصد)       |
| مواد معدنی | ۶–۳ (درصد)      |
| انرژی      | (Kcal/ 100g) ۸۰ |

ترکیب تخم بلدرچین در ۱۰۰ گرم:
| ترکیب تخم  | میانگین             |
| ---------- | ------------------- |
| آب         | ۸/۷۳ تا ۳/۷۴ (درصد) |
| چربی       | ۴/۱۲ تا ۱/۱۱ (درصد) |
| پروتئین    | ۶/۱۱ تا ۱/۱۳ (درصد) |
| مواد معدنی | ۱/۱ (درصد)          |
| انرژی      | (Kcal/ 100g) ۱۶۱    |
| کلسترول    | ۸۴۴ mg/dl (درصد)    |

## گونه‌ها

### بلدرچین‌های جهان قدیم
- سرده بلدرچین‌های نمادین
  - بلدرچین معمولی، Coturnix coturnix
  - بلدرچین ژاپنی، Coturnix japonica
  - بلدرچین کاهی، Coturnix pectoralis
  - †بلدرچین نیوزیلند، Coturnix novaezelandiae (منقرض)
  - بلدرچین بارانی، Coturnix coromandelica
  - بلدرچین هارلکین، Coturnix delegorguei
  - †بلدرچین جزایر قناری، Coturnix gomerae (منقرض)
  - بلدرچین قهوه‌ای، Coturnix ypsilophora
  - بلدرچین آبی آفریقایی، Coturnix adansonii
  - بلدرچین آبی آسیایی یا شاه‌بلدرچین، Coturnix chinensis
- سرده Anurophasis
  - بلدرچین برفی، Anurophasis monorthonyx
- سرده بلدرچین‌های بوته‌زار
  - بلدرچین بوته‌زار جنگلی، Perdicula asiatica
  - بلدرچین بوته‌زار صخره، Perdicula argoondah
  - بلدرچین بوته‌زار رنگی، Perdicula erythrorhyncha
  - بلدرچین بوته‌زار مانیپور، Perdicula manipurensis
- سرده Ophrysia
  - بلدرچین هیمالیا، Ophrysia superciliosa (در خطر جدی انقراض/منقرض)

### بلدرچین‌های جهان جدید
- سرده Oreortyx
  - بلدرچین کوهی، Oreortyx pictus
- سرده زیباپوش
  - بلدرچین پولکدار، Callipepla squamata
  - بلدرچین برازنده، Callipepla douglasii
  - بلدرچین کالیفرنیا، Callipepla californica
  - بلدرچین گمبل، Callipepla gambelii
- سرده Philortyx
  - بلدرچین نواری، Philortyx fasciatus
- سرده بلدرچین‌های تپه‌ای
  - بلدرچین تپه‌ای شمالی، Colinus virginianus
  - بلدرچین تپه‌ای گلوسیاه، Colinus nigrogularis
  - بلدرچین تپه‌ای شکم‌خالدار، Colinus leucopogon
  - بلدرچین تپه‌ای تاجدار، Colinus cristatus
- سرده بلدرچین‌های جنگلی
  - بلدرچین جنگلی مرمری، Odontophorus gujanensis
  - بلدرچین جنگلی بال خالدار، Odontophorus capueira
  - بلدرچین جنگلی گوش سیاه، Odontophorus melanotis
  - بلدرچین جنگلی جلوخرمایی، Odontophorus erythrops
  - †بلدرچین جنگلی جلوسیاه، Odontophorus atrifrons
  - بلدرچین جنگلی بلوطی، Odontophorus hyperythrus
  - بلدرچین جنگلی پشت‌سیاه، Odontophorus melanonotus
  - بلدرچین جنگلی سینه‌خرمایی، Odontophorus speciosus
  - بلدرچین جنگلی تاکارکونا، Odontophorus dialeucos
  - بلدرچین جنگلی گلوپوش، Odontophorus strophium
  - بلدرچین جنگلی ونزوئلایی، Odontophorus columbianus
  - بلدرچین جنگلی سینه‌سیاه، Odontophorus leucolaemus
  - بلدرچین جنگلی صورت‌نواری، Odontophorus balliviani
  - بلدرچین جنگلی درخشان، Odontophorus stellatus
  - بلدرچین جنگلی خالدار، Odontophorus guttatus
- سرده Dactylortyx
  - بلدرچین آوازخوان، Dactylortyx thoracicus
- سرده خم‌پنجه
  - بلدرچین مانتیزوما، Cyrtonyx montezumae
  - بلدرچین خال‌چشمی، Cyrtonyx ocellatus
- سرده Rhynchortyx
  - بلدرچین رخ‌گندمی، Rhynchortyx cinctus